# Jordan Belchos
Jordan Belchos (ur. 22 czerwca 1989 w Toronto) – kanadyjski łyżwiarz szybki, dwukrotny medalista mistrzostw świata.

## Kariera
Pierwsze sukcesy w karierze Jordan Belchos osiągnął w sezonie 2012/2013, kiedy zajął trzecie miejsce w klasyfikacji końcowej Pucharu Świata w starcie masowym. Wyprzedzili go wtedy jedynie Holender Arjan Stroetinga oraz Belg Bart Swings. Belchos dokonał tego, mimo iż ani razu nie stanął na podium poszczególnych zawodów PŚ. W 2013 roku wystąpił na mistrzostwach świata na dystansach w Soczi, gdzie był siódmy w biegu drużynowym i jedenasty w biegu na 10 000 m. Na rozgrywanych dwa lata później dystansowych mistrzostwach świata w Heerenveen wspólnie z Dennym Morrisonem i Tedem-Janem Bloemenem zdobył srebrny medal w sztafecie. Nigdy nie wystąpił na igrzyskach olimpijskich.